# 革命工人骚动
革命工人骚动（西班牙語：Fomento Obrero Revolucionario，缩写为FOR）是一个已不存在的小型托洛茨基主义国际组织。
该组织的创始人是西班牙人Grandizo Munis，他挑起了1948年第四国际“二大”上的分裂。尽管在此后30年里，Munis及其追随者一直同托派的其它派别进行论战，但直到1970年代末，他们才正式组建了一个组织，命名为“革命工人骚动”。1981年，该组织在巴黎举行了一次国际会议；在这次会议上，该组织分裂为两派，一派包括西班牙“国内”分支（在西班牙国内活动）和FOR美国组织委员会，另一派包括西班牙“流亡”分支（以巴黎为根据地）和法国分支；最终，前者被该组织开除。
Munis和该组织发展出一套“体制外左翼”的政策：反对“共产主义”国家，认为它们的本质是“国家资本主义”；反对资本主义体制及其政府形式；不相信议会制、政党及工会；不相信任何种类的民族主义或民族解放斗争，肯定“在世界范围内发生共产主义革命的必然性” 。

## 分支
- 美国 FOR美国组织委员会
- 義大利 警报团体
- 希腊 警报
- 西班牙 警报
- 法國 警报